# 공도읍
공도읍(孔道邑)은 대한민국 경기도 안성시의 읍이다.

## 연혁
- 1914년 3월 1일 : 양성군(현) 안성시 양성면 에 속해있던 공제면, 도일면, 덕산면, 구룡동면, 구천리면, 영통면의 일부를 통합해 공제면(孔梯面)과 도일면(道一面)의 머리글자를 따서 공도면(孔道面)으로 개칭하고 안성군공도면이 됨
- 1983년 2월 15일 : 공도면 소사리(素沙里)가 평택군 평택읍으로 (현 소사동) 주민동의 및 의견수렴 없이 편입 됨
- 2001년 6월 1일 : 공도읍으로 승격
- 2011년 6월 20일 : 공도읍사무소 신축. 도로명주소 사용에 따라 "공도4로 8"로 주소 변경
- 2020년 스타필드안성 오픈
- 2022년 공도시민청 착공(2025년 완공)
- 2024년 기준 유동인구 50만명이자, 공도 인근 생활까지 합산하면 인구 10만명이 넘으며, 전국 236개 읍 중에 1위이다.
- 2025년 하반기 인구 7만을 넘을 것으로 보인다.(인구 7만이상 출장소 설치)

## 법정리
- 건천리(乾川里)
- 마정리(馬井里)
- 만정리(萬井里)
- 불당리(佛堂里)
- 승두리(蠅頭里)
- 신두리(薪頭里)
- 양기리(兩基里)
- 용두리(龍頭里)
- 웅교리(熊橋里)
- 중복리(中洑里)
- 진사리(珍沙里)
- 소사리(素沙里)

## 교통
경부고속도로 안성 나들목이 위치해 있고, 국도 제38호선이 통과한다.
광역급행버스 4401이 정차한다.
경부고속도로 평일 버스전용차로 종점 안성IC가 위치해 있다.

## 교육
- 공도초등학교
- 만정초등학교
- 문기초등학교
- 양진초등학교
- 용머리초등학교
- 공도중학교
- 만정중학교
- 양진중학교
- 경기창조고등학교
- 한국폴리텍대학 반도체융합캠퍼스

## 관광
안성팜랜드와 스타필드 안성 그리고 안성천 있다.